# Costigliole d’Asti
Costigliole d’Asti (piemontiul: Costiòle) település Olaszországban, Piemont régióban, Asti megyében. Lakosainak száma 5630 fő (2023. január 1.). Costigliole d’Asti Antignano, Calosso, Castagnole delle Lanze, Castiglione Tinella, Govone, Isola d’Asti, San Martino Alfieri, Agliano és Montegrosso d’Asti községekkel határos.

## Népesség
A település lakossága az elmúlt években az alábbi módon változott:
| Lakosok száma | 5865 | 5822 | 5630 |
|               | 2017 | 2018 | 2023 |